# Ximeno Blázquez

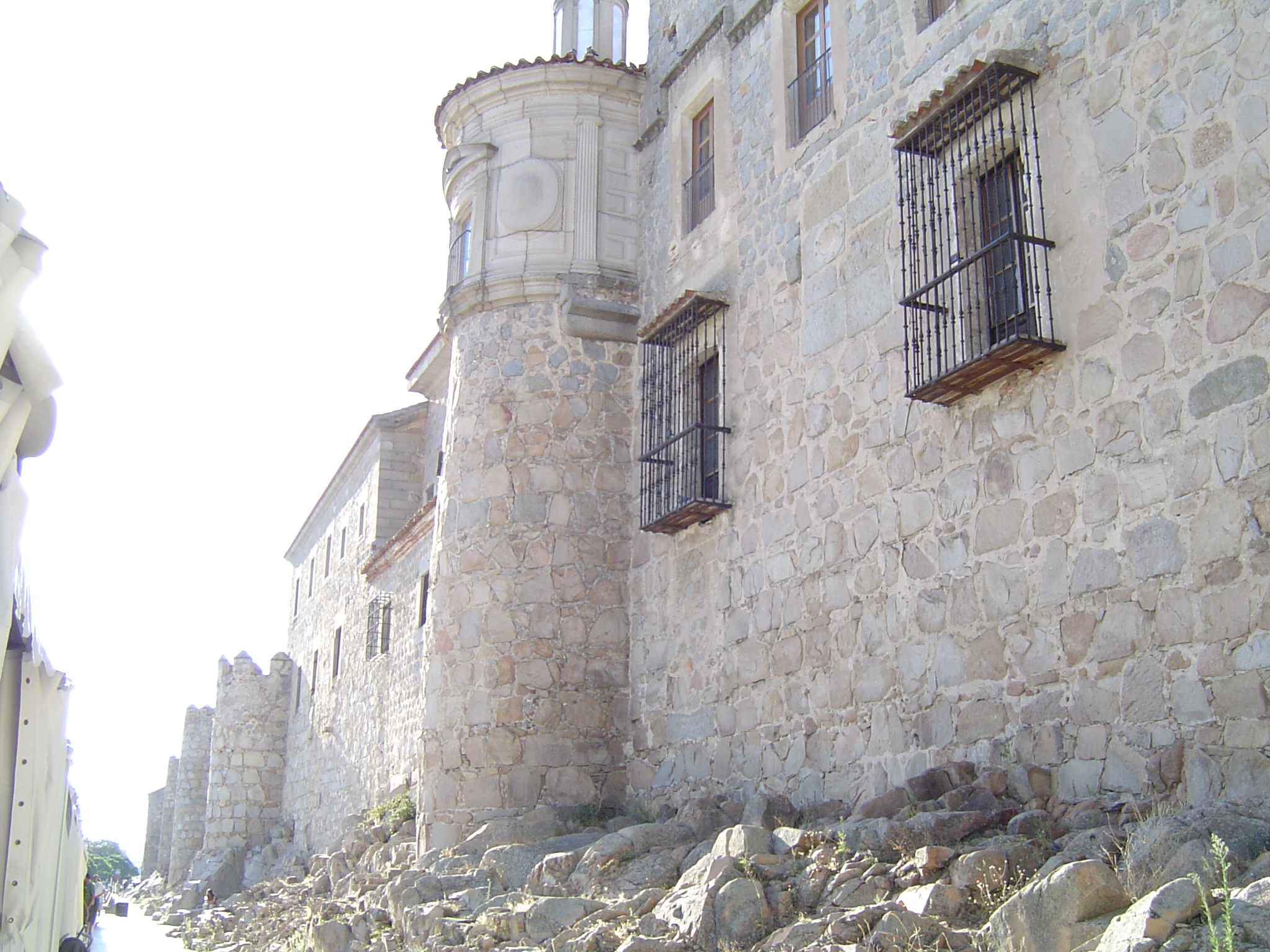
Fachada posterior do Palácio da Família Dávila encravado na muralha da cidade de Ávila.

Ximeno Blasquez (Astúrias, Espanha, c. 1070 - 1108) foi um Rico-homem e Cavaleiro medieval do Principado das Astúrias que, juntamente com seu pai, foi um dos primeiros povoadores de Navas de Ávila, durante o reinado de D. Afonso VI de Leão. 

## Relações familiares
Foi filho de Vasco Ximeno (Astúrias, Espanha) e de D. Olalla Garcez. Casou com D. Menga Muñoz, de quem teve:
1. D. Blasco Ximeno, casado com D. Árias Galinda,
2. D. Sancho Ximeno, casado com uma infanta moura chamada Galiana,
3. D. Gomez Ximeno.